# فرانشيسكا كاسيني
فرانشيسكا كاسيني (18سبتمبر1587 - 1640) هي موسيقارة إيطالية بالإضافة لكونها ملحنة، شاعرة، عازفة عود، مغنية وأخيراً معلمة.

## نبذة
هي ابنة الموسيقار الإيطالي جوليو كاتشيني، كانت هي وأختها ميا كاتشيني إحدى أبرز الموسيقين. صعدت على المسرح لأول مرة كمغنية، وشارك والدها في حفل زفاف الملك هنري الرابع، حيث كتب كلمات معزوفة الأوبرا الخاصة ب حفل زفافه هو ووماريا دي ميديسي. عندما زارت عائلتها فرنسا عام 1604، أثنى عليها الملك هنري الرابع قائلاً "أنتِ أفضلُ مطربةُ في فرنسا"، وتعتبر أوبراها "La liberazione di Ruggiero، هي أول أوبرا من نوعها تُصمم على يد موسيقارة.